# Али ботуш (резерват)
„Али ботуш“ е резерват, разположен в планината Славянка в Югозападна България .

## Основаване и статут
Обявен е за резерват с обща площ 1185,8 ha с Постановление № 1171 на Главно управление на горите от 24 ноември 1951 година, за да се запази най-голямото находище на черна мура, която е балкански ендемит. Площта на резервата е увеличена през 1986 г. и е актуализирана през 2013 г. Общата му площ възлиза на 1638,12 ha.
През 1977 година резерватът е включен в листата на биосферните резервати към програмата на ЮНЕСКО – „Човек и биосфера“. През 2020 год. резерватът е изключен от тази програма.

## География
Резерватът се намира в планината Славянка. Обхваща територии с различна надморска височина, от 1140 до 2212 m.
Геоморфологичните форми в Славянка са разнообразни. Известно е билото Св. Константин, което се спуска от връх Славянка и се дели на два клона: единият стига на север до долината на река Мътница, а другият – на североизток и изток край южната граница на гората. Близо до връх Славянка двете била стават много стръмни, а масивът като цяло има форма на купол.
На източния склон на билото има няколко по-големи възвишения – Брезата, Св. Константин, Митницата, Теплешки връх и Чаплен баир.
Карстовият строеж на планината причинява бързото обезводняване на резервата. Под връх Славянка извира река Мътница, която има обширен водосборен басейн на територията на няколко села: Парил, Тешово, Лъки, Гайтаниново, Нова Ловча, Илинден и Петрелик. Поради ерозиралия терен, реката често влачи много наносни материали, от където идва и името ѝ. Ето защо при вливането си в Места тя образува огромен наносен конус.

### Климат
Според климатичното райониране на България, резерватът попада в Среднопланинската подобласт на Планинската климатична област. Средиземноморското влияние обаче е много силно: това лесно се вижда от режима на валежите, които имат есенно-зимен максимум и летен минимум. Средните температури в студеното полугодие са много по-високи от средните температури за съответните надморски височини в останалите части на страната. Влиянието на фьона е отчетливо по северните склонове на Славянка през зимата и през прохладните сезони.
Средногодишната температура за най-ниските части на планината е 14 °C, а за най-високите – около 6 °C. Средната продължителност на периода със сравнително устойчива температура (над 10 °C) за ниските части на резервата е 200 – 220 дни, а за най-високите 130 дни. Валежите са между 700 – 900 mm, а за най-високите части – и над 900 mm годишно.
Дъждовното подхранване на реките е 25 – 30% от общия обем на потока. Преобладава подпочвеното подхранване, докато снежното е едва 20 – 25% спрямо общия обем.
Почвената покривка не е особено разнообразна. В ниските части на резервата почвите са канелени горски, а във високите – кафяви горски почви. Преобладават хумусно-карбонатните почви (рендзините). Срещат се също канелено-подзолисти, а по високите части – планинско-ливадни почви.
Хумусно-карбонатните почви са плитки до средно дълбоки, каменисти до скелетни. Обикновено са сухи, топли и с малка мощност на почвения профил. Те обуславят наличието на бедни до средно богати месторастения. Ниските части са подходящи черноборови белоборови насаждения, а местата над 1300 – 1400 m н.в. – за черномурови.
В ботанико-географско отношение резерватът спада към самостоятелния район Славянка на Македоно-Тракийската провинция на Средиземноморската подобласт.

### Флора
По богатство и разнообразие на растителни видове Славянка е естествена ботаническа градина, която поради недостъпността си относително е запазила първичния си вид и красота. От ранна пролет до късна есен тук не спират да цъфтят най-различни и редки растения.
Изследователите определят Славянка като уникален природен кът именно заради богатството му на растителни и животински видове. Върху незначителната му площ преди разширението има над 1400 вида висши растения. Неслучайно резерватът е считан за ключов флористичен формообразувателен център на Балканския полуостров.
Тук на едно място могат да се видят растителни видове, характерни за средиземноморските вечнозелени гори, както и редица растителни видове, които са типични за централна Европа. В иглолистния дървесен пояс преобладават черен бор, бял бор, обикновен смърч и ела. Особено ценни са бяла мура и черна мура, които рядко се срещат в България (черна мура се среща само тук и в Пирин). В резервата се намира най-голямото находище на черна мура, като някои дървета във високите части са на възраст над 400 години.
В по-ниските части на планината, в широколистния пояс преобладават видовете бук и обикновен воден габър, а на места се срещат и кестенови дървета. Храстовата растителност в резервата също е разнообразна. Установени са видовете тис, кошаниново бясно дърво, вълче лико и други.
Тук има над 20 вида български ендемични растения, а 5 от тях не се срещат никъде другаде в страната. Преобладаващият дървесен вид е черният бор (Pinus nigra), който расте в ниските части на резервата. Над него се е настанила черната мура (Pinus leucodermis), чиято горна граница минава на 1800 m надморска височина. Тук се намира най-голямото находище на черна мура на Балканите – основна причина територията да стане резерват.
Горите от черна мура са на средна възраст 60 – 120 г. Има отделни дървета на възраст над 200 г., рядко до 400 г. Височината на тези дървета е над 30 m. В ниските части на резервата има бук (Faagus silvatika) и воден габър (Ostrya carpinifolia), докато в горните може да се види бяла мура (Pinus peuse).
Обикновено букът и елата (Abies alba) се срещат на сенчести и по-богати месторастения, докато най-бедните места са заети от черната мура. Интересно е, че тук може да срещнете тис (Taxus baccata).
Още по интересна и разнообразна е тревната растителност. Богатството на тревни видове е обусловено от благоприятните почвени и климатични условия, и особено от карстовия терен, който е своеобразен оазис за южни и топлолюбиви видове.
От ендемитите заслужава да се споменат борисовата ела (Abies borisi–regis) и кошаниновото вълче лико (kosanini), което е терциерен реликт и балкански ендемит. То се среща и на други места в Югозападна България, както и от Боздаг планина до планините в Албания. В Славянка расте между 1000 и 1800 m надморска височина.
От защитените растения трябва да се отбележат венериният косъм (Adianthum capilus-veneris), дряновската кандилка (Fritillaria drenovskyi) и особено родопската съсънка (Pulsatilla rhodopaea). Това е най-красивата едра цветна съсънка. Среща се и в Родопите. Цветовете ѝ са единични, с правилна звънчевидна форма. Венчелисчетата са тъмнолилави отвътре и светлолилави отвън. Многобройните власинки им придават сребрист и пухкав вид, откъдето идва и народното име на съсънката – котенце.
Само в Славянка се среща и редкият балкански ендимит зюндерманова поветица (Convolvulus suendermanii). Красивите ѝ розово-бели и тъмнорозови фуниевидни цветове разнообразяват варовитите сухи каменисти терени на резервата. Красотата ѝ се дължи на сребристобелите власинки, които я покриват.
В Славянка и в резервата се среща и родопското лале (Tulipa rhodopaea) – открито, описано и наименувано на латински от чешкия учен Йозев Веленовски. Като балкански ендемит, това лале се среща също в Родопите, Македония и гръцка Тракия. С едрите си тъмно- или виненочервени цветове и с вълнообразните краища на венчелистчетата си е сериозен конкурент по красота на градинските лалета. Сега се използва като изходна форма за селектиране на културни форми.
Интересно е също и красивото ендемично цвете стрибърнова каменоломка (Saxifraga siribrnyi), която със своите малиненочервени цветове ярко контрастира на белезникавия карстов фон.
Много красив терциерен реликт и балкански ендемит е дългошпорестата теменуга (Viola delfinanta), която в България се среща само по пукнатините на варовиците и на варовитите терени на резервата. Това е извъредно оригинална многогодишна туфеста теменуга с едри розово-червени цветове. Освен в България може да се срещне още в Гърция – в Боздаг планина, на
Олимп и на Халкидическия полуостров.
Ендемит на Славянка е и парилската метличина (Centaurea parilica). Тя има красиви червени цветове и расте по варовити скални терени. Друг ендемит на Славянка е шахтиевата дрипавка (Crepis schachtii).
От останалите видове заслужават внимание краинската (ницовата) телчарка (Poligala Nicaeensis), лъжливият зърнастец (Rhamnus fallax) и маслиновидното вълче лико (Daphne Oleoides), което е вечнозелен храст със сиво черна кора и с власинчести отдолу листа. Цветовете му са бели или белезникави, а плодовете-червени. Защитено е от закона също като кошаниновото вълче лико.

### Фауна
Животинският свят в резервата е много разнообразен. Установени са над 1200 вида насекоми. Наред с типичните за страната видове – сърна (Capreolus capreolus), дива свиня (Sus scrofa), заек (Lepus europaeus), лисица (Vulpes Vulpes), язовец (Meles meles) и др.
Срещат се и много средиземноморски видове. По-известни са чакалът (Canis aureus), два вида костенурки (Testudo graeca, T.hermanni), македонски гущер (Lacerta erchardi), рядката котешка змия (Telescopus fallax) и др.
Особено много са средиземноморските представители на безгръбначните животни – над 55 – 60% от всички безгръбначни в резервата.